# Geneviève Tabouis
Pour les articles homonymes, voir Tabouis.
Geneviève Tabouis, née Geneviève Lequesne le 23 février 1892 à Paris 8e et morte le 22 septembre 1985 à Paris 17e, est une journaliste française.

## Biographie
Appartenant à la bourgeoisie, elle naît en 1892 et est la fille de Fernand Le Quesne, artiste peintre. À l'âge de sept ans, elle est élevée par sa mère, Berthe Le Quesne (née Lafosse), fille d’un riche industriel. Elle fait d'abord ses études au couvent de l'Assomption, un établissement parisien en vogue. Quand elle a treize ans est votée la loi de séparation des Églises et de l'État et les religieuses perdent le droit d'enseigner. Elle les quitte alors pour un lycée public. Elle étudie ensuite à la faculté des lettres de Paris et à l'École d'archéologie du Louvre, ce qui lui fera écrire trois biographies à succès sur Toutânkhamon (1929), Nabuchodonosor (1931) et Salomon (1936). Elle est introduite dans les milieux diplomatiques par son oncle par alliance, Jules Cambon (époux de sa tante maternelle Eugénie Lafosse), et par le frère de ce dernier, Paul Cambon, lui aussi diplomate. 
En 1903, elle réside plusieurs mois à l'ambassade de France à Madrid avec son oncle Paul Cambon. En 1906, elle assiste avec son cousin au mariage d’Alphonse XIII d’Espagne avec la princesse Victoire-Eugénie de Battenberg. Entre 1907 et 1914, elle se rend chaque année à Berlin pendant deux mois pour rendre visite à son autre oncle, Jules Cambon, nommé ambassadeur de France à Berlin, ce qui lui permettait de rencontrer plusieurs dignitaires allemands. Après la fin de la Première Guerre mondiale, elle assiste avec lui à plusieurs séances de la Société des Nations. 
Elle collabore à La Petite Gironde en 1922, puis au quotidien L'Œuvre à partir de 1930. On peut lire ses éditoriaux dans le  journal Marianne à compter du  1er mars 1939 de manière sporadique,  puis à chaque parution, à compter de novembre 1939 jusqu'à la cessation de la publication du journal, en août 1940.
Dans son autobiographie, elle ne parle pas de son mari Robert Tabouis (qu’elle avait épousé en 1916 et qui allait devenir administrateur délégué de Radio Luxembourg) et elle ne parle qu’en passant de sa fille et de son fils, lequel fut appelé sous les drapeaux en 1938. Appartenant à la haute société de France et d’Angleterre, elle fut invitée au couronnement de George VI en 1937 et évoque à cette occasion sa robe de couronnement conçue par Edward Molyneux.
Elle ne cesse de mettre en garde contre la montée d'Adolf Hitler et le réarmement allemand. Elle suit de près la guerre d’Espagne et s'engage en faveur des réfugiés, prenant en charge dans le quotidien L’Œuvre, à partir de janvier 1939, une souscription « Au secours des enfants d’Espagne ». La persistance de sa dénonciation du totalitarisme pousse l’écrivain français ultranationaliste Léon Daudet à la surnommer, en 1933, « Madame Tata, la voyante ». Après l’annonce par l’Allemagne qu'elle allait réintroduire la conscription obligatoire à partir de mai 1935 pour reconstruire ses forces armées, le diplomate grec Nikolaos Politis lui dit : « Vous avez intérêt à rester alerte, Madame Tabouis, sinon on va commencer à vous appeler Cassandre. Vous avez prédit des événements malheureux, et le pire de tout, c’est qu’ils se produisent toujours ». Adolf Hitler lui-même l’attaque dans un discours du 1er mai 1939 avec un commentaire sarcastique : « … Madame Tabouis, la plus intelligente des femmes, sait ce que je vais faire avant que je le sache moi-même. C’est ridicule… ».
Pour son esprit critique et par jalousie peut-être, on l'a accusée longtemps d'être un agent soviétique. Il ressort des éléments trouvés dans les archives soviétiques et publiés par son biographe, Denis Maréchal, que Geneviève Tabouis recevait mensuellement 5 000 francs de l'ambassade soviétique dans les années 1930.[réf. à confirmer]
Réfugiée à Londres en raison de ses prises de position farouchement opposées au nazisme, elle ne rejoint pas la France libre naissante mais part aux États-Unis où elle dirige, du 12 janvier 1942 au 25 août 1945, un périodique francophone à New York, Pour la victoire, publié par les éditions Notre Paris Corp., qui connaît 34 numéros. Elle devient l'amie et la confidente d'Eleanor Roosevelt. Elle est déchue de sa nationalité française par le régime de Vichy.
Rentrée en France, elle fait partie des services de politique étrangère de divers journaux : La France libre (1945-1949), L’Information (1949-1956) et Paris Jour (à partir de 1959).
Épouse, depuis 1916, de Robert Tabouis (qui deviendra PDG de la Compagnie générale de la télégraphie sans fil puis administrateur de Radio Luxembourg), elle se fait connaître de la France entière sur cette antenne par ses chroniques politiques des années 1950 et 1960, Les Dernières nouvelles de demain (1949-1967), qu'elle entame invariablement par sa célèbre phrase fétiche « Attendez-vous à savoir… », relayée par « J'ai encore appris… », « Et vous saurez… ». Elle conclut tous ses éditoriaux à Radio Luxembourg d'un : « Au revoir, Mesdames et Messieurs, et à dimanche prochain, pour les dernières nouvelles de demain. » Puis ce sont les Nouvelles exclusives (1964-1966) et l'Inédit du dimanche (1967-1981). Elle y intervient encore à l'âge de 88 ans.
Elle s'aligne dans ses éditoriaux sur les positions du ministère français des Affaires étrangères, où elle avait ses entrées. L'historien des médias Denis Maréchal souligne « la grande fierté [de la journaliste] de pouvoir accompagner la politique étrangère » du président de Gaulle, « qui ne devait jamais s'en plaindre ».
Elle est inhumée à Paris au cimetière des Batignolles (27e division).

## Publications
- Le Pharaon Tout Ank Amon, sa vie et son temps  (préf. Théodore Reinach), Paris, Payot, coll. « Bibliothèque historique », 1928, 311 p.

Prix Jules-Favre de l’Académie française en 1929
- Nabuchodonosor et le triomphe de Babylone  (préf. Gabriel Hanotaux), Paris, Payot, coll. « Bibliothèque historique », 1931, 423 p.

Prix Marcelin-Guérin de l'Académie française en 1932
- Salomon, roi d'Israël  (préf. Nikólaos Polítis), Paris, Payot, coll. « Bibliothèque historique », 1934, 476 p.

Prix d’Académie de l'Académie française en 1935
- Albion perfide ou loyale. De la guerre de Cent ans à nos jours, Paris, Payot, coll. « Bibliothèque historique », 1938, 300 p., in-8° (BNF 31426850)
- Chantage à la guerre, Paris, Flammarion, 1938, 211 p., in-16 (BNF 31426851)
- Jules Cambon : par l'un des siens..., Paris, Payot, coll. « Bibliothèque historique », 1938, 395 p., in-8° (BNF 34203799)
- Ils l'ont appelée Cassandre…, New York, Éd. de la Maison française, coll. « Voix de France », 1942, 409 p., in-16 (BNF 31426854)
- Grandeurs et servitudes américaines, souvenirs des U.S.A. 1940-1945, Paris, Éd. Nuit et jour, coll. « Les Documents “Nuit et jour” », 270 p., in-16 (BNF 31426853)
- Vingt ans de suspense diplomatique, Albin Michel, Paris, 1958, 411 p.
- Sybaris : les Grecs en Italie  (préf. Mario Meunier), Paris, Payot, coll. « Bibliothèque historique », 1958, 208 p., 23 cm (BNF 32654386)

Prix Véga-et-Lods-de-Wegmann de l'Académie française en 1960